# Campanet
Campanet – gmina w Hiszpanii, w prowincji Baleary, we wspólnocie autonomicznej Balearów, o powierzchni 34,65 km². W 2011 roku gmina liczyła 2590 mieszkańców.